# Нейман, Альфред Адольфович
Альфре́д Адо́льфович Не́йман (1881, Швабники, Ковенская губерния — 1956, Москва, РСФСР) — советский разведчик в странах Европы и Монголии.

## Биография
Родился в немецкой семье литовского пастора. В 1902 окончил гимназию в Слуцке Минской губернии и поступил в Петербургский университет. Подрабатывал частными уроками. В декабре 1903 присоединился к студенческой организации «Партизаны борьбы», был членом боевой организации, работал в подпольной лаборатории в Хаапале Выборгской губернии, где и был арестован в мае 1907. До августа 1908 находился под следствием в Выборгской тюрьме, после чего был приговорён к 4 годам заключения. С августа до ноября 1908 сидел в Гельсингфорсской центральной тюрьме, затем переведен в «Кресты» в Петербурге. 1 апреля 1909 по делу о боевой организации петербургским Василеостровским судом приговорён к 9 годам каторги, заменённым 6 годами. До сентября 1912 сидел в «Крестах» и Центральной каторжной тюрьме в Петербурге, с сентября 1912 по май 1915 в Шлиссельбургской крепости. С мая 1915 находился на поселении в Иркутской губернии. С января по апрель 1917 находился на излечении в больнице.
С апреля по август 1917 работал инструктором областной милиции в Семипалатинске. С августа 1917 переезжает в Ростов-на-Дону, где работает секретарём инструкторского отдела областного продовольственного управления, с июля 1918 секретарём смешанной комиссии Доно-Кубано-Терского Союза потребительских обществ, с августа 1919 заведующий домами внешкольного образования и колонии беспризорных областного отдела народного образования и городской управы. С августа 1917 по май 1918 состоял в объединённой РСДРП. Участвовал в Гражданской войне. В ноябре 1922 переезжает в Москву, где работает заведующим отделом Московугля. С марта 1923 секретарь общего отдела Главполитпросвета. В июле 1923 переводится в Петроград, где работает деканом Коммунистического университета.
С июня 1924 сотрудник центрального аппарата ОГПУ. В августе того же года он был направлен на разведывательную работу в Берлин под прикрытием должности секретаря полномочного представительства СССР в Германии. В марте 1926 переведён в Рим, где действовал под прикрытием должности архивариуса полномочного представительства СССР в Италии. С февраля по август 1927 находится в Нью-Йорке под прикрытием должности экономиста Амторга. Вернувшись в СССР в августе 1927 снова работает в центральном аппарате ОГПУ. В феврале 1931 был направлен на работу в Осло под прикрытием должности экономиста полномочного представительства СССР в Норвегии. С апреля 1933 в Копенгагене под прикрытием должности секретаря полномочного представительства СССР в Дании. С февраля 1935 в Улан-Баторе под прикрытием должности секретаря полномочного представительства СССР в Монголии. В июне 1936 вернулся в Москву, и снова работал в центральном аппарате НКВД. В июле 1938 был уволен на пенсию по состоянию здоровья.
С сентября 1939 по июль 1941 заведующий подготовительным отделением Московского учительского института иностранных языков. С августа 1941 находился в городе Фрунзе, с июня 1942 Серове Свердловской области. С августа 1943 по декабрь 1944 работал инструктором лагеря военнопленных в Алексине Тульской области. В январе 1945 вернулся в Москву, персональный пенсионер, умер в 1956.